# Janakpur

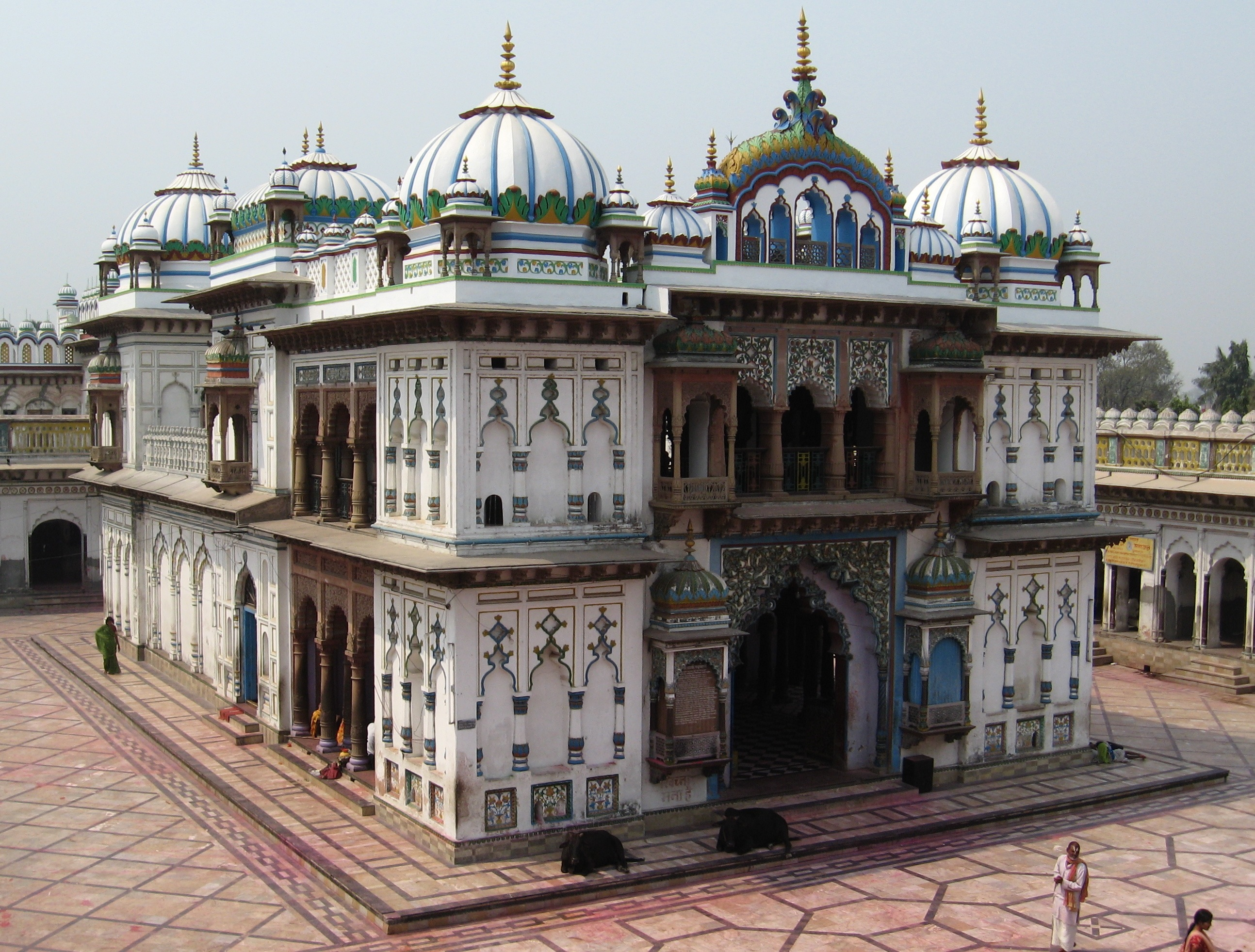
Janaki Mandir-templet.

Janakpur är en stad i distriktet Dhanusa i Nepal. Folkmängden uppgick till 97 776 invånare vid folkräkningen 2011.
I staden finns det stora Janaki Mandir-templet, omtalat för sin arkitektur. I staden föddes kung Janaks dotter Sita, som enligt traditionen gifte sig med guden Rama.